# Sandro Camasio
Sandro Camasio, all'anagrafe Alessandro Camasio (Isola della Scala, 5 aprile 1886 – Torino, 23 maggio 1913), è stato un giornalista, scrittore e regista italiano.

## Biografia
Sandro Camasio era figlio di un funzionario dell'Ufficio del Registro. Si laureò in giurisprudenza a Torino ma la sua passione fu il teatro. Divenne redattore mondano della Gazzetta di Torino. Scrisse alcune opere teatrali finché, in collaborazione con Nino Oxilia, raggiunse il successo grazie alla commedia Addio giovinezza!, andata in scena per la prima volta al Teatro Manzoni di Milano il 27 marzo 1911, per la regia dello stesso Camasio. In collaborazione ancora con l'Oxilia e con Nino Berrini scrisse la rivista teatrale satirica Cose dell'altro mondo, anche questa di successo. Si cimentò anche come regista con alcuni film tra cui L'antro funesto (1913).
Morì in ospedale a seguito di un attacco di meningite.

## Opere

### Opere teatrali
- Senza guida
- Il solco
- Sotto la cenere
- La zingara (1909) (scritta con Nino Oxilia)
- Addio giovinezza! (1911) (scritta con Nino Oxilia)
- Cose dell'altro mondo (scritta con Nino Oxilia e Nino Berrini)
- L'amante del cuore (rimasta incompiuta, completata da Nino Berrini)
- I tre sentimentali (scritta con Nino Berrini)

### Film
- T'ho ancor baciato, or muoio lieta! (1912)
- La zingara (1912)
- Addio giovinezza! (1913)
- L'antro funesto (1913)